# ريك ديفيس
ريك ديفيس (بالإنجليزية: Rick Davis)‏ (24 نوفمبر 1958 دنفر الولايات المتحدة - ) هو لاعب كرة قدم أمريكي يلعب كلاعب وسط، شارك في الألعاب الأولمبية الصيفية 1988.

## روابط خارجية
- ريك ديفيس على موقع الاتحاد الدولي (مؤرشف)  (الإنجليزية)
- ريك ديفيس على موقع قاعدة بيانات كرة القدم.إي يو (الإنجليزية)
- ريك ديفيس على موقع ناشيونال فوتبول تيمز (الإنجليزية)
- ريك ديفيس على موقع أوليمبيديا (الإنجليزية)